# Erythronium pluriflorum
Erythronium pluriflorum es una rara especie de planta bulbosa perteneciente a la familia de las liliáceas, es conocida con el nombre común de manyflower fawn lily y Shuteye Peak fawn lily.

## Distribución y hábitat
Es originaria de Madera County, California, donde crece en poblaciones aisladas a lo largo del Río San Joaquín y sus afluentes en Sierra Nevada. Uno de sus nombres comunes se refiere a Shuteye Peak, uno de los muy pocos lugares donde existe. La planta no fue descrita hasta 1990. 

## Descripción
Esta planta silvestre crece a partir de un bulbo de 4 a 7 centímetros de ancho y produce dos hojas verdes en forma de óvalo. Los tallos son erectos, delgados y desnudos, que pueden tener de 8 a más de 30 centímetros de altura, cada uno con una a diez flores. Los tépalos de la flor tiene un color amarillo brillante rizado con uno a tres centímetros de largo que la edad torna en un color marrón o color naranja. Las otras partes de la flor también son amarillas.

## Taxonomía
Erythronium pluriflorum fue descrita por Shevock, Bartel & G.A.Allen  y publicado en Madroño 37(4): 268–272, f. 1, 3. 1990[1991].
Etimología
Erythronium: nombre genérico que  se refiere al color de las flores de algunas de sus especies de color rojo (del griego erythros = rojo), aunque también pueden ser de color amarillo  o blanco.
pluriflorum: epíteto latino que significa "con muchas flores".